# Tobias Bernstrup
Tobias Bernstrup, född 1970 i Tynnered, Göteborg, Sverige är en samtida konstnär som arbetar med video, interaktiva verk, performance och elektronisk musik. Magister examen i Fri konst vid Kungl. Konsthögskolan Stockholm 1998, där han också träffade näre vännen och konstnärskollegan Palle Torsson.

## Biografi
Tobias Bernstrup tillhör en ny generation bildkonstnärer som producerar musik och framför den samt ser detta som en del av sin process som visuella konstnärer. Bernstrups konst är starkt inspirerad av populärkultur, datorspel, Science Fiction, klassicism, gotik och Film Noir. Han har skapat sin egen omisskännliga scenpersona, med androgyna performances iklädd avancerade kostymer ofta i blank latex och hård make-up.
Med videor, animerade samt interaktiva verk ofta befolkade med Bernstrups digitala alter ego/avatar och med live performances i vilka konstnären klär ut sig till en datorspelskaraktär väckes frågor kring representation av den egna identiteten, kroppen och fysiska rummet i såväl den virtuella som icke-virtuella verkligheten, med nära kopplingar till kritiska idéer kring irrealism och simulacra.
Under perioden 1995-1999 gjorde Bernstrup flera samarbeten med konstnären Palle Torsson. Tillsammans kom de att bli pionjärer för webb- och datorspelsbaserad konst. Deras tidiga och kontroversiella webbprojekt "Join Hands" är ett av de första konstprojekten på Internet. Deras efterföljande projekt Museum Meltdown 1995-1999 bestod av en serie platsspecifika datorspelmodifikationer installerade på tre olika museer. Genom att använda den grafiska motorn till existerande datorspel såsom Doom, Duke Nukem 3D, Quake och Half-Life gjorde de nya spelbanor helt baserade på museets arkitektur. Museibesökaren/spelaren kunde röra sig runt i en virtuell version av museet, skjuta, döda och förstöra konstverk i samlingarna. Torsson och Bernstrups tidiga datorspelsbaserade verk och rekonstruktioner av museer har senare kommit att inspirera och följas av konstnärer såsom Feng Mengbo (Kina) och Kolkoz (Frankrike).
Efter sina samarbeten med Palle Torsson har Tobias Bernstrup fortsatt arbeta med spelmiljöer och gjort rekonstruktioner av flera existerande urbana miljöer såsom Berlins Potsdamer Platz. Med fokus på dess yta och dess artificiella kvalitéer länkar han ihop dessa virtuella platser med sitt digitala alter ego ihop med sin musik i animerade videor och performances. Flertalet av hans musikspår från videor och performances har släppts på CD och vinyl i samproduktion med museer, gallerier och andra institutioner runt om i Europa. Tobias Bernstrup är även känd för ett flertal samarbeten med elektroniska kompositioner till videokonstnären Annika Larssons verk. Bernstrup finns representerad vid Göteborgs konstmuseum och Moderna museet.

## Verk i urval
- (1995-1996) Museum Meltdown I  datorspel, Arken Museum of Modern Art (med Palle Torsson)
- (1997) Museum Meltdown II  datorspel, Contemporary Art Centre of Vilnius, (med Palle Torsson)
- (1999) Museum Meltdown III  datorspel, Moderna Museet, Stockholm (med Palle Torsson)
- (2000) Tonight Live, video animation
- (2001) Potsdamer Platz (Unreal Edit), datorspel, Biennale De Lyon 2001
- (2002) Nekropolis, datorspel, Palais de Tokyo
- (2004) XSEED 4000, computer game

## Diskografi
- (1997) Heat of the Night, CD-R, rare ed. of 25
- (1998) Images Of Love, CD-R, rare ed. of 100
- (2002) Re-Animate Me, CD, published by Färgfabriken, Stockholm, FF-001
- (2002) 27, 12" vinyl maxi single, Tonight Records, TR-001
- (2002) 27 - collector's edition, 12" vinyl, rare ed. of 100
- (2003) Ventisette, 12" vinyl maxi single, Galeria Sogospatty/Tonight Records, TR-002
- (2002) Ventisette - collector's edition, 12" vinyl, rare ed. of 100
- (2005) SUV, mp3 single, Tonight Records,TR-003
- (2005) Killing Spree, CD, published by Kunsthalle Nürnberg/Tonight Records, TR-004